# Ліченца
Ліченца (італ. Licenza) — муніципалітет в Італії, у регіоні Лаціо,  метрополійне місто Рим-Столиця.
Ліченца розташована на відстані близько 40 км на північний схід від Рима.
Населення — 1051 особа (2014).

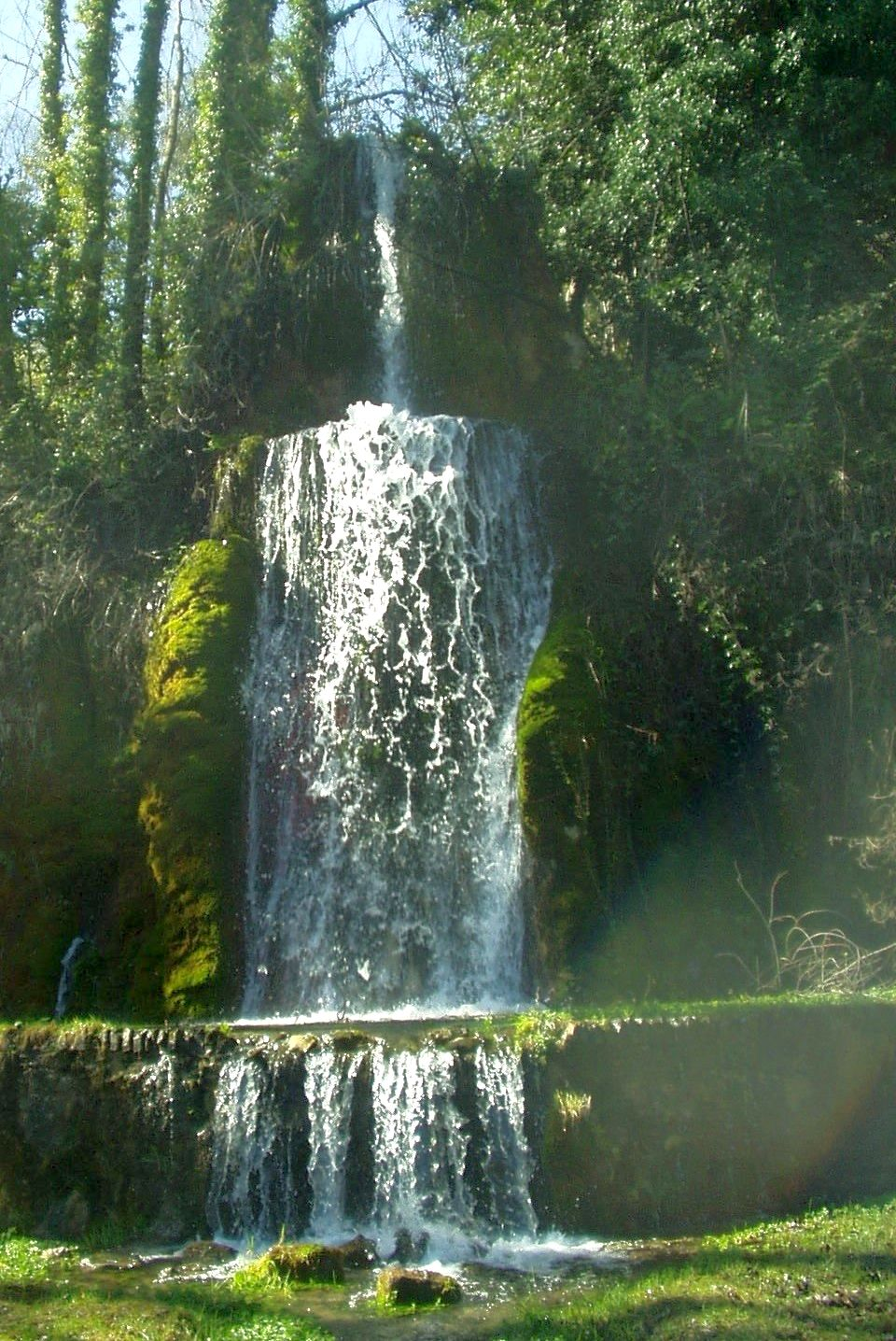

Щорічний фестиваль відбувається 16 серпня. Покровитель — святий Рох.

## Демографія
Населення за роками:

Станом на 1 січня 2023 року в муніципалітеті офіційно проживало 90 іноземців з 13 країн, серед них 72 громадяни країн Євросоюзу.

## Сусідні муніципалітети
- Мандела
- Монтефлавіо
- Перчиле
- Роккаджовіне
- Сан-Поло-дей-Кавальєрі
- Скандрилья